# ونت-ورث، نیو ساوت ولز
ونت-ورث (به انگلیسی: Wentworth Point) یک حومه شهر در استرالیا است که در نیو ساوت ولز واقع شده‌است.